# Nuri al-Maliki
Nuri Kamal al-Maliki (arab. نوري كامل المالكي) (ur. 20 czerwca 1950 w pobliżu Al-Hilli) – iracki polityk, działacz opozycyjny w okresie rządów Saddama Husajna. Od 20 maja 2006 do 8 września 2014 premier Iraku, od 9 września 2014 do 11 sierpnia 2015 roku pełnił urząd wiceprezydenta kraju.

## Życiorys

### Wczesna działalność
Pochodzi z rodziny szyickiej z okolic Al-Hilli. Na jego poglądy polityczne wpłynął przykład dziadka - poety i uczestnika ruchu oporu przeciwko dominacji brytyjskiej w niepodległym Iraku w latach 20. XX wieku. Ukończył studia w zakresie arabistyki na Uniwersytecie Bagdadzkim. W trakcie studiów zaangażował się w politykę, wstępując do szyickiej partii religijnej Zew Islamu. Partia ta po irańskiej rewolucji islamskiej, ze wsparciem nowego rządu Iranu, zaczęła nie tylko krytykować rząd Saddama Husajna i partię Baas, ale i organizować zamachy na biura partyjne i posterunki policji oraz akty sabotażu. W kwietniu 1980 działacze Zewu Islamu bez powodzenia usiłowali zabić członka Rady Dowództwa Rewolucji Tarika Aziza oraz ministra informacji i kultury Latifa al-Dżasima. Partia stała się przedmiotem represji ze strony rządu irackiego. Wielu jej działaczy emigrowało; jednym z nich był Nuri al-Maliki.

### Działalność w Iraku po 2003 r.
Nuri al-Maliki powrócił do Iraku po obaleniu rządów Saddama Husajna wskutek interwencji Stanów Zjednoczonych i ich sojuszników. Partia Zew Islamu stała się szybko jedną z wiodących sił na krajowej scenie politycznej. Przed wyborami parlamentarnymi w Iraku w styczniu 2005 weszła do szerokiego bloku partii szyickich - Zjednoczonego Sojuszu Irackiego, który zdobył w wyborach 48% głosów i odniósł zwycięstwo. 27 kwietnia 2005 lider Zewu Islamu Ibrahim al-Dżafari stanął na czele tymczasowego irackiego rządu. Nuri al-Maliki pełnił natomiast funkcję rzecznika rządu. Brał udział w opracowywaniu nowej irackiej konstytucji i zasiadał w komisji zajmującej się debasyfikacją.

#### Pierwszy rząd al-Malikiego (2006-2010)

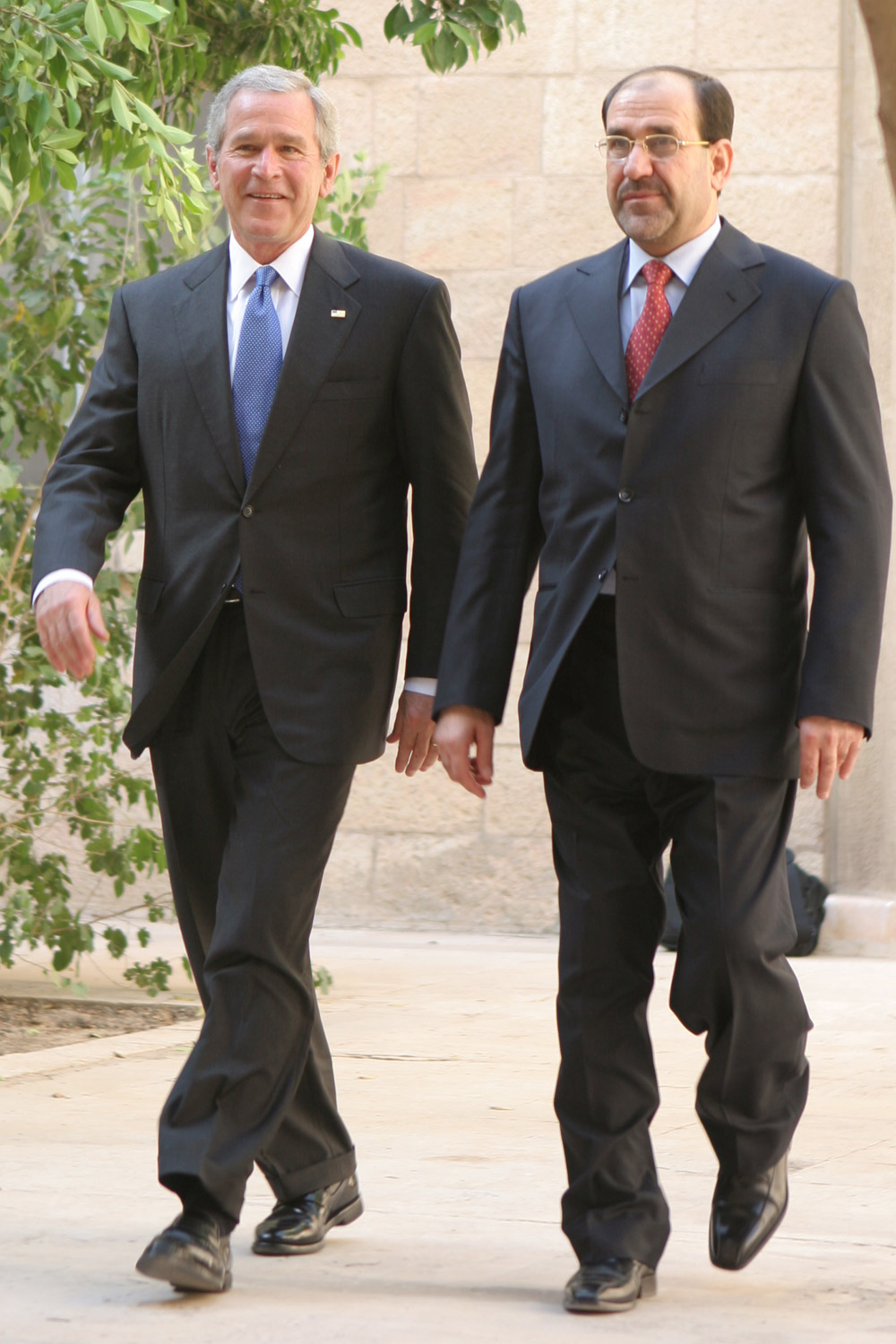
Nuri al-Maliki i prezydent USA George W. Bush

W kolejnych wyborach, które miały wyłonić skład parlamentu na pełną kadencję, partia Zew Islamu ponownie startowała jako jedna z wiodących sił w Zjednoczonym Sojuszu Irackim. Koalicja ponownie odniosła zwycięstwo, zdobywając 46,5% głosów i wprowadzając do parlamentu 128 deputowanych. Nuri al-Maliki był już wtedy jednym z przywódców partii, jednak w społeczeństwie był postacią szerzej nieznaną. Budował swoje wpływy, wzmacniając osobiste kontakty z dowódcami armii irackiej i organizacji paramilitarnych. Podczas negocjacji nad składem rządu po wyborach w grudniu 2005 Nuri al-Maliki został wskazany jako kandydat na szefa rządu, gdyż uważano go za polityka słabego, nieskutecznego i w zbyt dużym stopniu zależnego od poparcia innych działaczy. Zwłaszcza w pierwszych latach na stanowisku al-Maliki musiał w swoich decyzjach liczyć się z opiniami polityków sunnickich i kurdyjskich, a przede wszystkim - z bardziej wpływowymi działaczami partii szyickich. Al-Maliki nie spełnił jednak ani żądań sunnitów w zakresie ponownego dopuszczenia do armii oficerów tego wyznania, ani oczekiwań Kurdów domagających się referendum w sprawie statusu prawnego Kirkuku. Otrzymywał natomiast poprawne stosunki z Muktadą as-Sadrem i Armią Mahdiego. Al-Maliki musiał również brać pod uwagę oczekiwania Amerykanów względem Iraku, formalnie od 2004 w pełni suwerennego.
Jako premier al-Maliki wzmocnił kontrolę rządu nad wojskiem i służbami specjalnymi. Utworzył zależne od rządu biuro dowódcy naczelnego, które miało prawo wydawania rozkazów dowódcom oddziałów z pominięciem dowódców rodzajów sił zbrojnych. Za pośrednictwem biura al-Maliki wręczał również awanse lojalnym wobec siebie oficerom, promując lojalnych wobec siebie szyitów, a eliminując Kurdów, sunnitów i szyitów, którym nie ufał. Utworzył również prowincjonalne dowództwa operacyjne w południowych i centralnych prowincjach Iraku. Stojący na ich czele generałowie, wskazywani przez al-Malikiego, dowodzili równocześnie wojskiem i policją w poszczególnych regionach. W okresie, gdy al-Maliki był premierem, Irak pogrążył się w konflikcie wewnętrznym między szyitami i sunnitami; każda ze stron utworzyła własne milicje, a państwo nie potrafiło opanować walk między nimi. Umocniwszy swoją kontrolę nad wojskiem, al-Maliki, przy pomocy amerykańskiej, wystąpił przeciwko Muktadzie as-Sadrowi. Irackie wojsko wyparło milicję as-Sadra z bagdadzkiej dzielnicy Miasto Sadra i z opanowanych przez nią kwartałów Basry w 2008.

### Drugi rząd al-Malikiego (2010-2014)

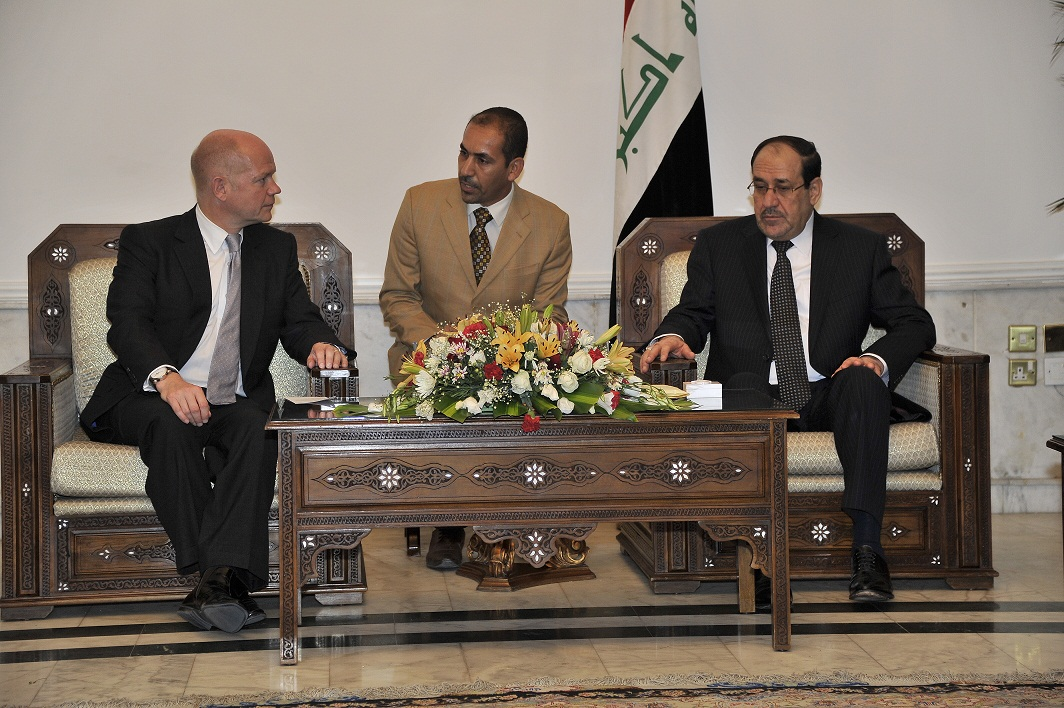
Nuri al-Maliki i William Hague. (2012)

Przed kolejnymi wyborami parlamentarnymi w Iraku, w marcu 2010, Nuri al-Maliki wystąpił razem ze swoją partią z Narodowego Sojuszu Irackiego i utworzył nową koalicję - Państwo Prawa. Zdobyła ona 24,2% głosów i zajęła drugie miejsce w wyborach, o pół punkta procentowego przegrywają z koalicją Iracki Ruch Narodowy, zrzeszającą ugrupowania sunnickie i świeckie. Nuri al-Maliki podczas kampanii wyborczej jako głównego wroga kreował byłych baasistów i starał się konsolidować wokół swojej partii irackich szyitów. Al-Maliki oskarżył konkurentów o fałszerstwo wyborcze; według irackiej Centralnej Komisji Wyborczej głosowanie odbyło się jednak zgodnie z demokratycznymi procedurami. Pod wpływem nacisków premiera iracki Sąd Najwyższy stwierdził, że nowy rząd Iraku powinno tworzyć Państwo Prawa, o ile pozyska do koalicji dodatkowych partnerów spośród partii, które również weszły do parlamentu. Ostatecznie al-Maliki utworzył rząd w grudniu 2010, po dłuższych negocjacjach. Miał być to rząd jedności narodowej. Na przebieg negocjacji i decyzję o tym, że to al-Maliki po raz drugi zostanie premierem Iraku, znacząco wpłynął gen. Ghasem Solejmani z irańskiego Korpusu Strażników Rewolucji Islamskiej. Zaangażowanie dowodzonych przez Solejmaniego sił Ghods w ataki na amerykańskich żołnierzy w Iraku oraz we wspieranie walczących z Amerykanami milicji szyickich sprawiło, że zyskał on ogromne nieformalne wpływy w Iraku. Rząd Nuriego al-Malikiego składał się z 37 ministrów (następnie 45) dobranych w znacznej mierze według klucza etniczno-religijnego.
Nuri al-Maliki dążył do przejęcia w Iraku władzy autorytarnej. Podporządkował rządowi iracką komisję wyborczą, bank centralny i instytucje zajmujące się ochroną praw człowieka. Wzmocnił jeszcze osobistą kontrolę, jaką sprawował nad wojskiem. W styczniu 2012, gdy wicepremier Salih al-Mutlak oskarżył premiera o dążenie do dyktatury, al-Maliki umieścił go w areszcie domowym i zażądał od parlamentu, by usunął go ze stanowiska za "brak wiary w proces polityczny". Opozycyjny Iracki Ruch Narodowy zarzucał premierowi, iż doprowadził do szeregu bezprawnych aresztowań zwolenników sunnicko-świeckiej koalicji, których następnie poddawano torturom. We wrześniu 2012 al-Maliki doprowadził do procesu Tarika al-Haszimiego, zaocznie skazanego na śmierć. Opozycja, pogrążona w wewnętrznych sporach, nie potrafiła jednak przeciwstawić się konsolidowaniu władzy przez premiera. Wbrew ustaleniom powziętym podczas rozmów koalicyjnych ministerstwa obrony narodowej, spraw wewnętrznych i bezpieczeństwa nie zostały powierzone przedstawicielom Irackiego Ruchu Narodowego. Pozostały one w ogóle nie obsadzone, jedynie czasowo obejmował je sam al-Maliki lub jego poplecznicy jako p.o.. Równocześnie nasilał się konflikt religijny między irackimi sunnitami i szyitami, obie strony dokonywały przeciwko sobie ataków terrorystycznych. Nuri al-Maliki oskarżany był, iż nie tylko nie stara się im zapobiegać, ale w dodatku na zlecenie Iranu sprzyja prześladowaniom sunnitów. Premier nie potrafił zapobiec pogrążaniu się kraju w chaosie. W końcu 2011 przeprowadził kolejne masowe aresztowania byłych działaczy partii Baas.
Polityka dyskryminacji sunnitów prowadzona przez al-Malikiego prowadziła do tego, że całkowicie odwracali się oni od państwa irackiego i coraz wyraźniej popierali fundamentalizm islamski. W 2013 czterech sunnickich ministrów odeszło z rządu w geście protestu przeciwko sytuacji w kraju. Al-Maliki nadal posiadał natomiast bezwzględne poparcie Iranu.
W lipcu 2012 terrorystyczna organizacja Państwo Islamskie w Iraku i w Syrii oficjalnie rozpoczęła kampanię przeciwko rządowi al-Malikiego. Dzięki otwartemu lub milczącemu poparciu sunnitów siły Państwa Islamskiego do czerwca 2014 przeprowadziły ofensywę powstrzymaną dopiero w odległości ok. 50 km od Bagdadu. W tej sytuacji Nuri al-Maliki stracił poparcie nawet części dotąd wiernych mu deputowanych irackiego parlamentu. Również zachodnie mocarstwa, zainteresowane sytuacją na Bliskim Wschodzie, naciskały na niego, by podał się do dymisji. Al-Maliki początkowo nie zamierzał ustępować, ostatecznie jednak został zmuszony do rezygnacji 11 sierpnia 2014. Na decyzję tę wpływ miała postawa jednego z najważniejszych autorytetów duchowych szyitów irackich, ajatollaha Alego as-Sistaniego, który stwierdził, że al-Maliki powinien zrzec się urzędu.
W następstwie dymisji premiera al-Malikiego prezydent Fu’ad Masum desygnował Hajdara al-Abadiego (dotąd wicemarszałka parlamentu, współpracownika al-Malikiego) na nowego premiera. Rząd jedności narodowej został zaprzysiężony 8 września 2014 roku.
9 września 2014 Nuri al-Maliki został zaprzysiężony na jednego z trzech wiceprezydentów Iraku. Rok później premier al-Abadi ogłosił likwidację stanowisk wiceprezydentów. Al-Maliki i drugi wiceprezydent, Usama an-Nudżajfi, ogłosili, iż nie uznają tej decyzji.

## Rodzina
Jest żonaty, ma cztery córki i syna.